# Liphistius jarujini
Liphistius jarujini ONO, 1988 è un ragno appartenente al genere Liphistius della famiglia Liphistiidae.
Il nome del genere deriva dalla radice prefissoide greca λίπ-, lip-, abbreviazione di λιπαρός, liparòs, cioè unto, grasso, e dal sostantivo greco ἱστίον, istìon, cioè telo, velo, ad indicare la struttura della tela che costruisce intorno al cunicolo.
Il nome proprio è in onore del professor Jarujin Nabhitabhata, di Bangkok.

## Caratteristiche
Ragno primitivo appartenente al sottordine Mesothelae: non possiede ghiandole velenifere, ma i suoi cheliceri possono infliggere morsi piuttosto dolorosi.
Questa specie ha varie caratteristiche in comune con L. yangae, specie malese, ma ne differisce per avere un ben visibile paio di cavità all'interno della parte piatta dell'apparato genitale femminile.

### Femmine
Le femmine misurano di bodylenght (lunghezza del corpo escluse le zampe) 16,67 millimetri; il cefalotorace misura 8,79 x 8,18 millimetri e l'opistosoma, di forma globulare, 8,33 x 7,88 mm. Lo sterno è più lungo che largo: 4 x 1,38 mm. I tubercoli oculari sono leggermente più larghi che lunghi, il loro rapporto è 0,87. Nei genitali femminili il poreplate (area dei genitali femminili interni coperta da una zona priva di pori) è leggermente più largo che lungo anterodorsalmente, largo nella parte posteriore, con pori ghiandolari relativamente larghi; la spermateca è racemosa, la cui parte interna piatta con un paio di cavità poco profonde nella parte posteriore.

### Colorazioni
Il cefalotorace è di colore marrone, bordato di strisce bruno giallognole, i tubercoli oculari sono neri. Le coxae dei pedipalpi e lo sternum sono bruno giallognoli, le zampe sono bruno nerastre, le tibie e i metatarsi con anulazioni bianche. L'opistosoma è di colore bruno nerastro macchiato di marrone chiaro con scleriti dorsali bruno nerastre, e scleriti ventrali e filiere sono invece di colore bruno giallognolo..

## Distribuzione
L'olotipo di questa specie è stato rinvenuto nel Taksin Maharat National Park, a circa 950 m di altitudine, nei pressi di Tak, località della Thailandia settentrionale.